# Eva Brylla
Eva Margareta Brylla, född Lindvall 1 mars 1944 i Överluleå församling, Norrbottens län, död 27 mars 2015 i Uppsala, var en svensk språkvetare, specialiserad på namnforskning. 

## Biografi
Brylla var dotter till förvaltaren Erik Lindvall och Margareta, ogift Larsson. Eva Brylla blev filosofie kandidat 1969 och filosofie doktor i nordiska språk 1987. Hon blev arkivchef vid ortnamnsarkivet i Uppsala 1990 och forskningschef på namnavdelningen vid Språk- och folkminnesinstitutet 1998. Hon var språklig rådgivare vid Patent- och registreringsverkets namnenhet. Hon forskade om person- och ortnamn, och var docent vid Uppsala universitet. Eva Brylla var ledamot av Karl Johans förbundet och av Gustav Adolfs Akademien för svensk folkkultur.
2012 erhöll hon Svenska Akademiens pris för framstående förtjänster inom svensk språkforskning och språkvård.
Hon var från 1967 gift med bibliotekarien och författaren Thomas Brylla (1944–2009), och fick en dotter 1968.